# بونتوس نوردنبرغ
بونتوس نوردنبرغ (بالسويدية: Pontus Nordenberg)‏ (16 فبراير 1995 بالسويد - ) هو لاعب كرة قدم سويدي في مركز الدفاع. شارك مع منتخب السويد تحت 17 سنة لكرة القدم ومنتخب السويد تحت 19 سنة لكرة القدم ومنتخب السويد تحت 21 سنة لكرة القدم. أما مع النوادي، فقد لعب مع أتفدابيرجس وNyköpings BIS ‏ وUngmennafélagið Víkingur ‏.

## روابط خارجية
- بونتوس نوردنبرغ على موقع اتحاد السويد (السويدية)
- بونتوس نوردنبرغ على موقع قاعدة بيانات كرة القدم.إي يو (الإنجليزية)
- بونتوس نوردنبرغ على موقع Soccerway.com (الإنجليزية)